# Stary cmentarz żydowski w Czyżewie
Stary cmentarz żydowski w Czyżewie – został założony na początku XVIII wieku i na początku następnego stulecia zajmował powierzchnię około 0,4 ha. Został zamknięty w 1820 roku. W dwudziestoleciu międzywojennym jego teren ogrodzono murem z czerwonej cegły. Do naszych czasów na terenie nekropolii nie zachowały się żadne nagrobki.